# داء النوى القاعدية المستجيب للبيوتين والثيامين
داء النوى القاعدية المستجيب للبيوتين والثيامين هو مرض نادر في الجهاز العصبي، وتحديدًا النوى القاعدية في الدماغ. وهو اضطراب استقلابي عصبي قابل للعلاج يورّث وراثة صبغية جسدية متنحية. وُصف المرض أول مرة في 1998 وحُددت معالمه الوراثية في 2005، ويتميز بحدوث تلف تدريجي في الدماغ يمكن أن يؤدي إلى السبات و/أو الموت إذا تُرك بلا علاج. يظهر المرض عادة على هيئة اعتلال دماغ تحت حاد متكرر مترافق مع التخليط الذهني والاختلاجات واضطراب الحركة (نقص الحركة).
لداء النوى القاعدية المستجيب للبيوتين والثيامين الكثير من الأسماء البديلة، ومنها:
- داء النوى القاعدية المستجيب للبيوتين والثيامين[3]
- داء النوى القاعدية المستجيب للبيوتين[2]
- متلازمة اضطراب استقلاب الثيامين 2 (نمط مستجيب للبيوتين أو الثيامين)[5]
- اعتلال الدماغ المستجيب للثيامين[5]
- عوز ناقل الثيامين 2[1]

## العلامات والأعراض
يمكن أن تظهر العلامات والأعراض في أي عمر ولكنها تبدأ عادةً في مرحلة الطفولة بين سن 3 و10 سنوات. في حالات أقل، يظهر المرض في مرحلة الطفولة المبكرة أو البلوغ. تبدأ الأعراض العصبية على هيئة نوبات شدتها متزايدة. في نمط سريري أقل حدوثًا، تكون الأعراض مستمرة عوضًا عن حدوث نوبات متكررة. في هذه الحالات، تكون الأعراض أقل، وتزداد شدتها تدريجيًا بمرور الوقت.

### المظهر الكلاسيكي (الطفولة)
اعتلال الدماغ تحت الحاد المتكرر هو أكثر المظاهر السريرية حدوثًا، يليه خلل التوتر العضلي، وكلاهما موجود دائمًا تقريبًا. تشمل الأعراض الإضافية المُشاهدة التشنج أو صمل الدولاب المسنن والاختلاجات وصعوبة البلع (عسر البلع) والرنح وتداخل الكلام (عسر التلفظ) وشلل العين والتشنج الظهري والشلل الوجهي والتخليط الذهني وفرط المنعكسات واستجابة بابينسكي ورمع الكاحل.

### المظهر في الطفولة المبكرة
في مرحلة الطفولة المبكرة، يكون المظهر السريري لداء النوى القاعدية المستجيب للبيوتين والثيامين مشابهًا لمتلازمة لي أو التشنجات الطفلية غير النمطية. يتميز المرض بحدوث اعتلال دماغي حاد وتقيؤ وحُماض استقلابي (حماض لبني) وسوء تغذية خلال الأشهر الثلاثة الأولى في الحياة.

### المظهر المتأخر (مرحلة البلوغ)
المظهر السريري المتأخر لداء النوى القاعدية المستجيب للبيوتين والتيامين هو اعتلال دماغي مشابه لداء فيرنيكه. يتميز بالرنح، شلل العين، الرؤية المزدوجة (الشفع)، حركة العين السريعة التي لا يمكن السيطرة عليها (رأرأة)، الاختلاجات، تدلي الجفنين (الإطراق). تحدث علامات المظهر المتأخر وأعراضه لدى البالغين في العقد الثاني من العمر أو بعده.

## الأسباب

### الوراثة
تسبب طفرات جينية في المورثة SLC19A3 داء النوى القاعدية المستجيب للبيوتين والثيامين. SLC19A3 هو جين على الذراع الطويل للصبغي الثاني في الموقع 36.3 يشفر البروتين ناقل الثيامين 2. ناقل الثيامين 2 ينقل الثيامين (فيتامين بي 1) إلى الخلايا، وهي عملية ضرورية للجهاز العصبي. من المحتمل أن تؤدي طفرات الجين الذي يشفر هذا البروتين إلى إضعاف نشاطه ومنع نقل الثيامين وامتصاصه.
دور البيوتين في داء النوى القاعدية المستجيب للبيوتين والتيامين غير واضح.

### المحرضات
يمكن أن تحدث نوبات الأعراض بسبب وجود حالات مختلفة، مثل:
- الحمى
- الشدّة
- الرض

## التشخيص
يمكن تشخيص داء النوى القاعدية المستجيب للبيوتين والثيامين من خلال تصوير الدماغ وتؤكد الاختبارات المورثية التشخيص. تشمل أدوات التشخيص الإضافية الاختبارات المعملية للسوائل البيولوجية ومراجعة الوراثة الجسدية المتنحية في تاريخ العائلة.